# Столярчук Панас Зіновійович
Панас Зиновійович Столярчук (7 лютого 1937, Семереньки, Локачинський район, Волинська область — 20 грудня 2011) — доктор сільськогосподарських наук, професор, академік Академії наук вищої школи, заслужений діяч науки і техніки України.

## Творчість
Панас Столярчук є автором твору Перший Поцілунок

## Біографія
Народився у селянській родині Семереньки (Семеринське) Локачинського району Волинської області. Середню школу закінчив із золотою медаллю. Не пройшов по конкурсу до Київського університету імені Т. Г. Шевченка. Декілька років працював у колгоспі на різних роботах.
У 1956 році поступив у Львівський зооветеринарний інститут на зоотехнічний факультет, який закінчив із відзнакою в 1961 році. Працював головним зоотехніком в одному із господарств Локачинського району, пізніше викладачем спецдисциплін в Рожищенському технікумі.
За запрошенням тодішнього ректора зооветеринарного інституту Данила Яковича Василенка, який очолював кафедру годівлі тварин і технології кормів, став асистентом цієї кафедри. Згодом Столярчук П. З. очолював цю кафедру з 1976 по 2010 рік. 10 років був заступником декана зоотехнічного факультету (з 1976 року — зооінженерний), а з 1975 до 1978 року — деканом. Після цього до 1985 року був проректором інституту Почесний професор університету.
Помер Столярчук П. З. 20 грудня 2011 року. Похований у Львові на Личаківському кладовищі.

## Наукова та громадська діяльність
У 1966 році успішно захистив кандидатську дисертацію, а в 1984 році — докторську дисертацію. З 1995 по 2010 рік був головою спеціалізованої вченої ради із захисту кандидатських і докторських дисертацій, на якій було захищено 70 дисертацій. 
Автор шести довідників і 165 наукових праць. Під його керівництвом було захищено одну докторську та вісім кандидатських дисертацій.
Із 1966 року по 2010 рік на громадських засадах очолював Народний музей історії університету. Проводив у ньому екскурсії.
Проводив пошуки і встановлення могил відомих діячів різних часів України і Польщі. На цю тематику публікував ряд фундаментальних робіт на сторінках українських і польських збірників, журналів та часописів. Знав польську мову. Його діяльність сприяла зміцненню дружби українського і польського народів, допомагала знаходити порозуміння у складних моментах українсько–польських відносин в різні історичні часи.
У 1988 р. був учасником Установчої конференції Товариства рідної мови ім. Т. Шевченка (тепер «Просвіта») у Львові. Автор оповідання «Рідна мова».